# Sparganium
Sparganium là một chi thực vật có hoa trong họ Typhaceae.

## Danh sách loài
- Sparganium acaule
- Sparganium affine
- Sparganium alpinum
- Sparganium americanum (syn. Sparganium americana)
  - Sparganium americanum var. androcladum
  - Sparganium americanum var. nuttallii
  - Sparganium americanum var. rigidum
  - Sparganium americanum var. typicum
- Sparganium amplexicaulium
- Sparganium androcladum
  - Sparganium androcladum var. fluctuans
  - Sparganium androcladum var. microcarpum
- Sparganium angustifolium
  - Sparganium angustifolium var. latifolium
- Sparganium antipodum
- Sparganium arcuscaulis
- Sparganium asiaticum
- Sparganium axilare
- Sparganium barrerae
- Sparganium borderi
- Sparganium boreale
- Sparganium californicum
- Sparganium carinatum
- Sparganium chlorocarpum
  - Sparganium chlorocarpum var. acaule
  - Sparganium chlorocarpum var. typicum
- Sparganium choui
- Sparganium confertum
- Sparganium coreanum
- Sparganium diversifolium
  - Sparganium diversifolium var. acaule
- Sparganium draco
- Sparganium emersum
  - Sparganium emersum f. angustifolium
  - Sparganium emersum f. gracilc
  - Sparganium emersum f. natans
  - Sparganium emersum f. simile
  - Sparganium emersum f. splendens
  - Sparganium emersum f. submersum
  - Sparganium emersum f. subvaginatum
  - Sparganium emersum subsp. acaule
  - Sparganium emersum subsp. simplex
  - Sparganium emersum var. angustifolium
  - Sparganium emersum var. multipedunculatum
- Sparganium englerianum
- Sparganium erectum
  - Sparganium erectum subsp. erectum
  - Sparganium erectum subsp. mazanderanicum
  - Sparganium erectum subsp. microcarpum
  - Sparganium erectum subsp. neglectum
  - Sparganium erectum subsp. oocarpum
  - Sparganium erectum subsp. stoloniferum
  - Sparganium erectum var. macrocarpum
- Sparganium eurycarpum
  - Sparganium eurycarpum subsp. coreanum
  - Sparganium eurycarpum var. greenei
- Sparganium fallax
- Sparganium flaccidum
- Sparganium fluctuans
- Sparganium fluitans
- Sparganium friesii
- Sparganium glehnii
- Sparganium glomeratum
- Sparganium gramineum
- Sparganium greenei
- Sparganium hyperboreum
- Sparganium japonicum
- Sparganium kawakamii
- Sparganium lanceolatum
- Sparganium ligulare
- Sparganium limosum
- Sparganium longifolium
- Sparganium longissimum
- Sparganium lucidum
- Sparganium macrocarpum
- Sparganium manshuricum
- Sparganium microcarpum
- Sparganium minimum
- Sparganium multipedunculatum
- Sparganium multiporcatum
- Sparganium natans
  - Sparganium natans var. angustifolium
- Sparganium neglectum
  - Sparganium neglectum subsp. microcarpum
- Sparganium nipponicam
- Sparganium nipponicum
- Sparganium nuttallii
- Sparganium oligocarpon
- Sparganium oocarpum
- Sparganium perpusillum
- Sparganium polyedrum
- Sparganium probatovae
- Sparganium pubescens
- Sparganium ramosum
- Sparganium ratis
- Sparganium rostratum
- Sparganium rothertii
- Sparganium septentrionale
- Sparganium simile
- Sparganium simplex
  - Sparganium simplex var. acaule
  - Sparganium simplex var. americanum
  - Sparganium simplex var. androcladum
  - Sparganium simplex var. angustifolium
  - Sparganium simplex var. fluitans
  - Sparganium simplex var. multipedunculata
  - Sparganium simplex var. multipedunculatum
  - Sparganium simplex var. nuttallii
- Sparganium speirocephalum
- Sparganium splendens
- Sparganium stenophyllum
- Sparganium stoloniferum
- Sparganium subglobosum
- Sparganium submuticum
- Sparganium subvaginatum
- Sparganium tenuicaule
- Sparganium tenuifolium
- Sparganium trifidum
- Sparganium vaginatum
- Sparganium williamsii
- Sparganium wirtgeniorum
- Sparganium yamatense
- Sparganium yunnanense

## Hình ảnh

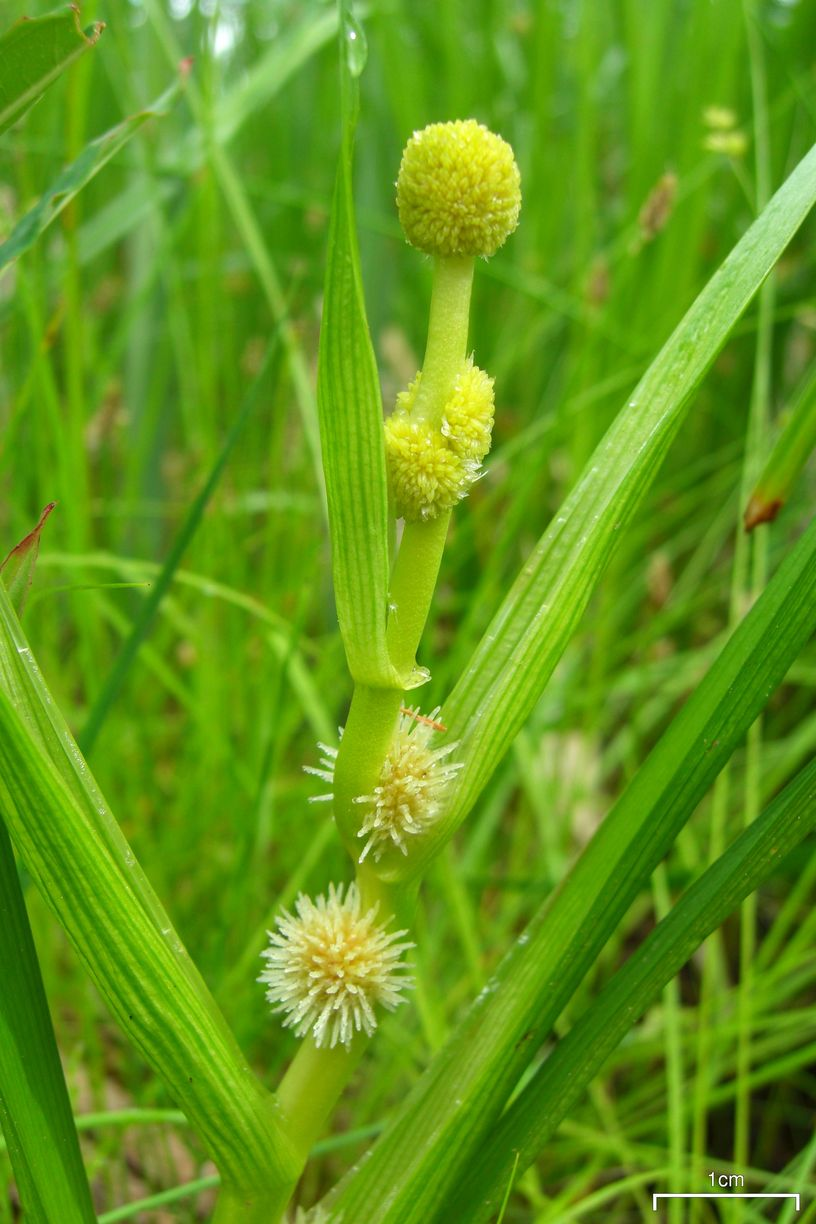
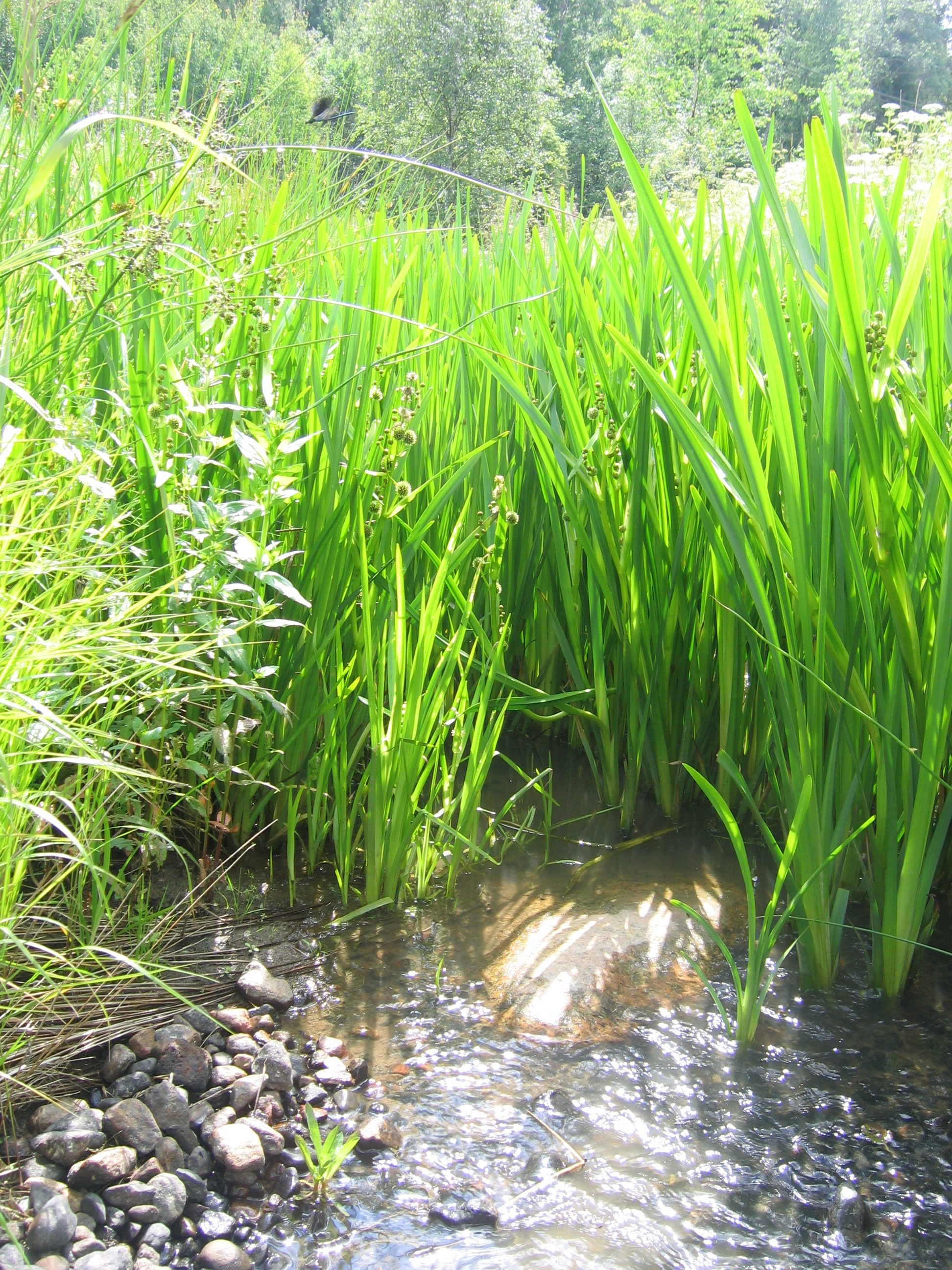
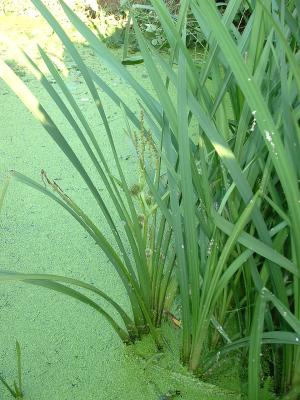
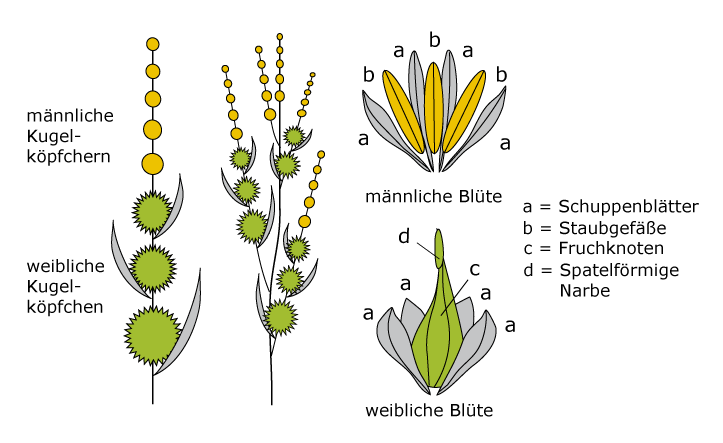